# Jean Dausset
Jean-Baptiste-Gabriel-Joachim Dausset , francoski zdravnik imunolog, * 19. oktober 1916, Toulouse, Francija, † 6. junij 2009, Palma de Mallorca, Majorka, Španija.
Dausset je bil član Francoske akademije znanosti, eden pomembnih tujih članov ameriške nacionalne akademije znanosti in častni član Ameriške akademije znanosti in umetnosti ter podpredsednik Organizacije človeškega genoma (Human Genome Organisation - HUGO).
Dausset je leta 1977 prejel Nagrado Roberta Kocha, leto kasneje Wolfovo nagrado za odkritje poglavitnega histokompatibilnostnega kompleksa in njegove temeljne vloge pri transplantaciji organov, leta 1980 pa skupaj z Benacerrafom in Snellom še nobelovo nagrado za fiziologijo ali medicino za njihovo odkritje genov poglavitnega histokompatibilnostnega kompleksa, ki kodirajo molekule celične površine, pomembne za ločevanje lastnih in tujih antigenov v imunskem sistemu. Z denarjem od nagrade in poroštvom francoske televizije je leta 1984 ustanovil raziskovalno središče za človeški polimorfizem (Centre D’etude du Polymorphism Humaine - CEPH), kasneje v njegovo čast preimenovan v Sklad Jeana Dausseta - CEPH.